# 아네 브룬
아네 브룬(Ane Brun, 1976년 3월 10일 ~ )은 노르웨이의 가수이다.